# Olšovec
Olšovec är en ort i Tjeckien.   Den ligger i regionen Olomouc, i den östra delen av landet, 240 km öster om huvudstaden Prag. Olšovec ligger 303 meter över havet och antalet invånare är 458.
Terrängen runt Olšovec är varierad. Runt Olšovec är det ganska tätbefolkat, med 207 invånare per kvadratkilometer. Närmaste större samhälle är Hranice, 4,8 km söder om Olšovec. Trakten runt Olšovec består till största delen av jordbruksmark.